# Nesbit (Mississippi)
Nesbit è un'area non incorporata nella contea di DeSoto in Mississippi.
La località conta circa 7 103 abitanti ed è nota principalmente per essere stata la città in cui ha vissuto ed è morto il celebre cantante Jerry Lee Lewis.